# Aek Nauli I (Sipahutar)
Aek Nauli I is een bestuurslaag in het regentschap Tapanuli Utara van de provincie Noord-Sumatra, Indonesië. Aek Nauli I telt 991 inwoners (volkstelling 2010).